# 7Q19
7Q19 – ślad fragmentu rękopisu napisanego w języku greckim i zachowanego jedynie w formie odbicia na gruncie odnaleziony w Kumran w grocie 7. Odbicie to pochodzi ze zwoju, który sam się nie zachował. Tekst rękopisu, z którego pochodzi odbity fragment, nie został zidentyfikowany. Jest to jedyne takie znalezisko archeologiczne w Qumran. Ślad ten jest datowany I wiek p.n.e. lub I wiek n.e.
Odbicie zostało opublikowane i opisane w 1962 roku przez Maurice’a Bailleta, Józefa Milika oraz Rolanda de Vaux w publikacji Discoveries in the Judaean Desert: Volume III. Les 'Petites Grottes' de Qumran (Plates). Jest ono przechowywane w Muzeum Rockefellera w Jerozolimie (Gr. 789 [7Q19]).